# Eucleruchus neivai
Eucleruchus neivai är en stekelart som beskrevs av Dmitriy Alekseevich Ogloblin 1940. Eucleruchus neivai ingår i släktet Eucleruchus och familjen dvärgsteklar. Inga underarter finns listade i Catalogue of Life.